# Gustave Vapereau

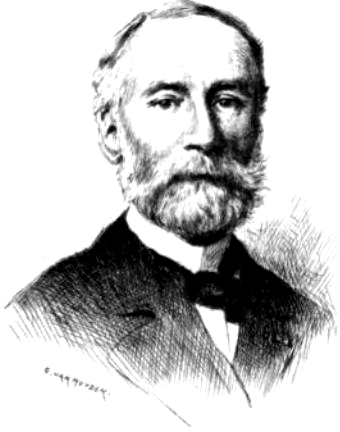
Gustave Vapereau

Louis Gustave Vapereau (* 4. April 1819 in Orléans; † 1906 in Morsang-sur-Orge) war ein französischer Lexikograf und Publizist.

## Leben und Wirken
Vapereau, Sohn eines Bäckers, verbrachte seine Schulzeit in seiner Heimatstadt und begann 1838 in Paris Philosophie an der École normales supérieure (ENS) zu studieren. 1843 konnte er dieses Studium bei Victor Cousin mit seiner Dissertation über Blaise Pascals Pensées abschließen. Anschließend nahm er einen Ruf nach Tours an.
Als sich das Zweite Kaiserreich 1852 mit Napoleon III. in eine Diktatur wandelte, kostete seine republikanisch-liberale Einstellung Vapereau die Stellung. Arbeitslos kehrte er Paris zurück und begann Rechtswissenschaften an der Sorbonne zu studieren. 1854 bestand er sein Examen und wurde als Rechtsanwalt zugelassen.
Vapereau übte diesen Beruf nie aus und widmete sich ab dieser Zeit nur noch der Literatur und speziell der Lexikografie. Der Belagerung von Paris im Deutsch-Französischen Krieg entkam er durch seine Berufung zum Präfekten des Départements Cantal durch Louis Jules Trochu und dessen Gouverment de la Défense Nationale. Zwischen 26. März 1871 und 15. Februar 1873 fungierte er als Präfekt des Départements Tarn-et-Garonne; wegen seiner bekannt liberalen Einstellung setzte die römisch-katholische Kirche Vapereaus Ablösung durch. Federführend dabei war Erzbischof Florian Desprez.
Zwischen Januar 1877 und Dezember 1888 wirkte Vapereau als Generalinspektor der öffentlichen Schulen. Anschließend widmete er sich nur noch seinen Publikationen. Neben seinen lexikografischen Werken schrieb er für verschiedene Zeitungen bzw. Zeitschriften, wie Revue française, Le petit Journal und L’illustration. Die Zeitschrift L’année littéraire et dramatique gab er zwischen 1859 und 1869 selbst heraus.

## Schriften (Auswahl)
- Dictionnaire universel des contemporains
- Dictionnaire universel des littératures
- L’homme et la vie